# 정정환
정정환(1991년 7월 9일 ~)은 KIA 타이거즈의 전 야구 선수다.

## 출신 학교
- 부곡초등학교
- 선린중학교
- 선린인터넷고등학교
- 인하대학교